# Lockheed Martin A2100
Lockheed Martin A2100 é uma plataforma de satélites multimissão produzida pela Lockheed Martin Space Systems dos Estados Unidos desde os anos 90.
A plataforma da série A2100 para espaçonaves geossíncronas, foi projetada para uma variedade de necessidades de telecomunicações incluindo serviços de banda larga em banda Ka e radiodifusão, serviços de satélites fixos em configurações de carga útil para banda C e banda Ku, serviços de radiodifusão de alta potência usando o espectro sonoro de banda Ku, e cargas úteis de serviços móveis de satélite usando UHF, banda L e banda S.
A plataforma A2100 foi desenvolvida por um grupo autônomo dentro da Lockheed Martin ("Skunk Works"), no escritório "Astro Space East Windsor", em Nova Jersey. Esse grupo desenvolveu uma plataforma de satélite flexível, com menos componentes, menos peso e menor prazo de entrega.
O primeiro satélite a usar essa plataforma foi o AMC-1, lançado em 8 de Setembro de 1996, e atingiu 15 anos de vida útil em órbita. Desde então, mais de 37 satélites baseados nessa plataforma foram lançados, com mais de 325 anos de serviço em órbita acumulados, entre eles o BSAT-3c, lançado em Agosto de 2011.
Em 2002, a Lockheed Martin Commercial Space Systems ganhou o prêmio "Frost and Sullivan - Satellite Reliability Award" pela excelência, flexibilidade e confiabilidade dos seus satélites de comunicação usados em órbitas geossíncronas.